# Jämtlandsgillet i Stockholm
Jämtlandsgillet i Stockholm är ett sällskap för personer med jämtländsk anknytning i Stockholm, grundat 1923 på Den Gyldene Freden i Gamla stan.
Gillet utdelar sedan 1978 en hedersmedalj, och sedan 1987 även ett kulturstipendium.